# Cyril Detremmerie
Cyril Detremmerie (Moeskroen, 20 juni 1985 – nabij Virton, 29 januari 2016) was een Belgisch voetballer die in Eerste klasse bij KSV Roeselare speelde. Detremmerie was een centrale verdediger die ook op het middenveld kon spelen.

## Carrière
Detremmerie genoot een deel van zijn jeugdopleiding bij Excelsior Moeskroen. Nadat hij daar moest vertrekken, trok hij naar KRC Harelbeke, dat later onder de naam KRC Zuid-West ging spelen. Daar plukte KSV Roeselare hem weg. Op Schiervelde stroomde Detremmerie uiteindelijk door naar het eerste elftal. Tussen 2002 en 2005 was hij regelmatig een vaste waarde in de ploeg van Dennis van Wijk, waarmee hij in mei 2005 aan de zijde van James Lahousse de promotie naar Eerste klasse afdwong. 
In Eerste klasse liep het echter heel wat minder: Detremmerie verloor z'n basisplaats aan Daan Vaesen en speelde in het seizoen 2005/06 slechts acht competitiewedstrijden voor de West-Vlaamse club. In het volgende seizoen speelde hij zelfs maar drie wedstrijden (twee in de competitie, één in de UEFA Cup tegen het Cypriotische Ethnikos Achna), waardoor Detremmerie in 2007 ander oorden opzocht.
Bij Excelsior Virton verzekerde Detremmerie zich opnieuw van een basisplaats. Met de club uit de provincie Luxemburg eindigde hij in het seizoen 2007/08 zesde in Tweede klasse, een jaar later echter slechts zestiende. Nadat de club door verlies in de eindronde naar Derde klasse zakte, trok Detremmerie naar FC Bleid.
Detremmerie kwam op 29 januari 2016 op 30-jarige leeftijd om het leven bij een verkeersongeval.